# Casimir Mallorquí i Tutusaus
Casimir Mallorquí i Tutusaus (Valls, 11 d'octubre de 1894 - Barcelona, 21 de juny de 1966) fou un futbolista català de les dècades de 1910 i 1920, i posteriorment àrbitre de futbol.

## Trajectòria
Un dels futbolistes més destacats de les dècades de 1910 i 1920. Va jugar a França als clubs C.U. Sportive Marais i Credit Lyonnais (1911-12). Continuà la seva carrera al FC Espanya, club on guanyà el Campionat de Catalunya de l'any 1913. Des de meitat de la temporada 1913-14 jugà al FC Barcelona, essent el primer futbolista de les comarques tarragonines que jugà al club. El 1916 fixà pel RCD Espanyol, club on passà més temps, en tres etapes diferents. La següent temporada jugà a l'Atlètic de Sabadell, i a les acaballes de la mateixa retornà a l'Espanyol. Dues noves temporades al Barcelona (1921-23) i novament a l'Espanyol, on acabà la seva carrera l'any 1926. Guanyà tres Campionats de Catalunya (1913, 1916, 1922) i una Copa d'Espanya (1922). També fou diverses vegades internacional amb la selecció catalana. El 10 de juliol de 1927 es jugà un RCD Espanyol-Catalunya en homenatge a Josep Maria Canals i Casimir Mallorquí al camp de Sarrià. Els blanc-i-blaus van guanyar per 4 a 1.
Després de retirar-se, es dedicà a l'arbitratge, tasca que es perllongà fins als anys 1940.

## Palmarès
FC Espanya
- Campionat de Catalunya de futbol:
  - 1913

FC Barcelona
- Campionat de Catalunya de futbol:
  - 1916, 1922
- Copa espanyola:
  - 1922